# Partido Comunista de Bolivia (Marxista-leninista-Maoísta)
El Partido Comunista de Bolivia (Marxista-Leninista-Maoísta)  (PCB-MLM) es un partido de izquierda de Bolivia de tendencia marxista-leninista-maoísta. Se funda el 15 de abril de 1965 en la localidad minera de siglo XX bajo el nombre de Partido Comunista de Bolivia (Marxista-Leninista) como escisión del Partido Comunista de Bolivia (PCB), suceso ocurrido dentro de las divergencias en el seno del movimiento comunista internacional de la época.

## Historia
Después de los congresos XX y XXII del PCUS, (1956 y 1961 respectivamente), al que asisten los delegados del PCB: Mario Monje, Jorge Kolle, Ramiro Otero, Raúl Ruiz Gonzáles y otros, retornan a Bolivia con una versión oficial que constituía la "última" palabra de la nueva corriente comunista. Las conclusiones que estos dirigentes traían eran los postulados del revisionismo contemporáneo, de la desestalinización, la coexistencia pacífica, la sustitución del "partido proletario" en "partido de todo el pueblo".
A partir de aquí es cuando empiezan las divergencias ideológicas, no sólo en Bolivia, sino en todo el mundo, el revisionismo contemporáneo de Jrushchov o la reivindicación marxista-leninista a la cabeza de Mao Tse-Tung
Es esta pues la etapa del surgimiento y aparición de los grupos "pro-soviético" oficial y el "pro-chino" u opositor. En realidad, las divergencias ideológicas alcanzaron un alto nivel sobre todo en la ciudad de La Paz (Bolivia), donde la célula "Stalin", se había constituido en el núcleo de la oposición y sobre todo de la necesidad de amplio debate en torno a problemas de la mayor importancia para la revolución en todo el mundo y en nuestro país.
Tras las arduas luchas internas durante el 2.º Congreso Nacional del PCB (1964), y vista la imposibilidad de una rectificación de la dirigencia del PCB, se prepara la realización del 1.er Congreso Nacional Extraordinario del Partido Comunista de Bolivia. Unos 500 delegados de todo el país, con algunas excepciones como Beni y Pando, se congregaron en la solemne inauguración realizada en el cine del campamento minero de siglo XX, bajo la presidencia del camarada Federico Escóbar Zapata (el Machu Moreno)
Muerto Federico Escóbar, toma la dirección Óscar Zamora Medinaceli, personaje con el cual el PCB (ml) se va degenerando.
Recién en 1988 Se realiza la Conferencia Ideológica del Partido, donde la posición Marxista-Leninista-Maoísta logra imponerse y se abre una Nueva Época de reconstrucción del PCB(mlm), donde se adopta el Maoísmo como ideología.

## Órgano
El PCB (mlm) tiene como órgano oficial a Liberación la Voz de los marginados y oprimidos.
El Fondo Editorial Liberación ha publicado una variedad de artículos y libros de sus militantes.

## El PCB(mlm) hoy
EL PCB (mlm) sigue en divergencias con el PCB. Se encuentra liderizado por Jorge Echazú Alvarado entre otros.
Actualmente se encuentran apoyando al gobierno de Evo Morales, sin negar carácter reformista de dicho gobierno, a lo que añaden que reconocen "el fracaso del MAS como partido dirigente del proceso de cambio".
En su informe del 4.º Congreso podemos ver su análisis resumido:
| Si el gran proceso de cambio que vivimos actualmente como resultado de las heroicas luchas de los pueblos y naciones de Bolivia logrado en el curso de doscientos años de vida “independiente”, no se transforma paulatina y sostenidamente en un verdadero y auténtico proceso revolucionario de transformación de estructuras económico-sociales, se corre el enorme peligro de una nueva FRUSTRACION que puede ser catastrófica para las masas populares de nuestro país |